# Epitaph der Familie von Alvensleben zu Isenschnibbe

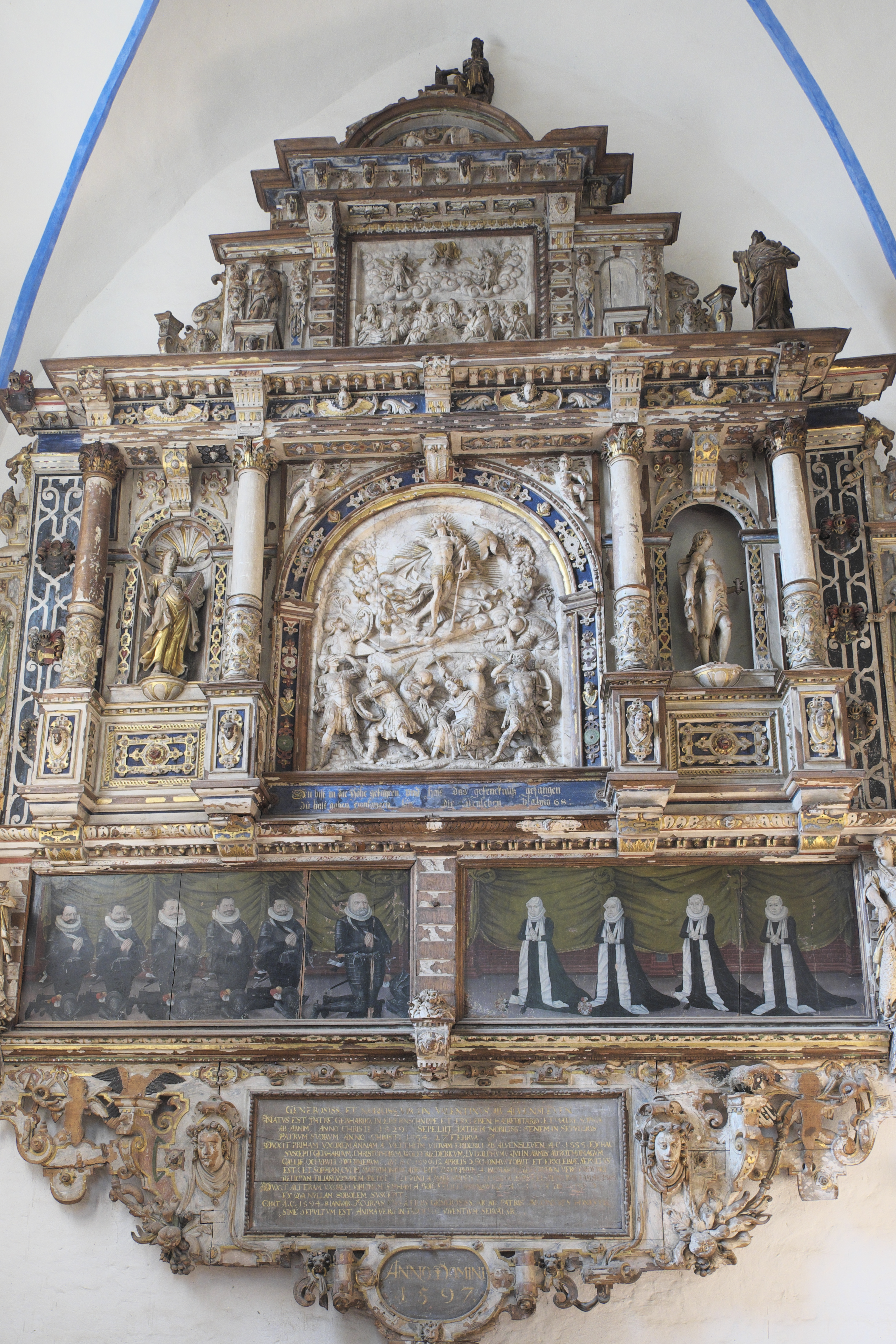
Epitaph der Familie von Alvensleben zu Isenschnibbe in Gardelegen

Das Epitaph der Familie von Alvensleben zu Isenschnibbe in der Marienkirche in Gardelegen, einer Stadt im Altmarkkreis Salzwedel in Sachsen-Anhalt, wurde 1597 von Jürgen Röttger aus Braunschweig geschaffen.
Das Epitaph, das seit 1946 an der südlichen Turmwand angebracht ist, befand sich ursprünglich in der Nikolaikirche von Gardelegen. Es ist als Teil der Kirchenausstattung ein geschütztes Kulturdenkmal.
Das große rundbogig eingefasste Marmorrelief der Auferstehung Christi, das seitlich von weiblichen allegorischen Figuren gerahmt wird, ruht auf einem Sockel mit den gemalten Bildnissen der Familienangehörigen von Valentin von Alvensleben. Im Aufsatz ist als Relief die Himmelfahrt Christi zu sehen. Unten schließt das Epitaph mit einer Inschriftentafel ab.